# Nucleo (matematica)
In matematica, in particolare nell'algebra, il nucleo di un omomorfismo è l'insieme dei punti che vengono annullati dalla funzione; viene spesso indicato come {\displaystyle \ker(f)}, dal tedesco Kern e dall'inglese kernel. Viene definito in modi diversi a seconda del contesto in cui è utilizzato; in generale è legato al concetto di funzione iniettiva. Uno dei casi più significativi è quello di mappe lineari tra gruppi o spazi vettoriali: il nucleo è l'insieme degli elementi del dominio aventi immagine nulla, cioè l'insieme degli elementi che vengono mandati in zero dall'applicazione. 
Si tratta di uno zero-insieme. Il nucleo è un sottoinsieme del dominio della funzione. Eredita le stesse proprietà algebriche dello spazio in cui vive, ed è strettamente collegato all'immagine della funzione, siccome generalmente nucleo e immagine si comportano in maniera complementare.

## Definizione

### Omomorfismi
Il nucleo di un omomorfismo di gruppi {\displaystyle f\colon X\to Y} è il sottoinsieme di {\displaystyle X} costituito dai punti che vengono portati dalla funzione nell'elemento neutro di {\displaystyle Y}:
{\displaystyle \ker(f):=\left\{x\in X:f(x)=0_{Y}\right\}.}
In altre parole, il nucleo è l'insieme dei punti che vengono annullati dalla funzione. 
Il nucleo è sempre un sottogruppo di {\displaystyle X}; in particolare contiene sempre l'elemento neutro di {\displaystyle X}. Nel caso in cui {\displaystyle X} sia uno spazio vettoriale (che è un gruppo rispetto all'addizione) e {\displaystyle f} sia una applicazione lineare (quindi un omomorfismo tra i rispettivi gruppi additivi), il nucleo {\displaystyle \ker(f)} è un sottospazio vettoriale di {\displaystyle X} (oltre ad esserne un sottogruppo).

### Matrici
Sia {\displaystyle A} una matrice di tipo {\displaystyle m\times n} con elementi in un campo {\displaystyle K}. Il nucleo di {\displaystyle A} è l'insieme dei vettori {\displaystyle v} in {\displaystyle K^{n}} tali che:
{\displaystyle Av=0.}
Questa definizione è coerente con la precedente nel caso l'applicazione sia lineare:
{\displaystyle {\begin{aligned}L_{A}\colon K^{n}&\to K^{m}\\v&\mapsto Av\end{aligned}}}
e il nucleo di {\displaystyle A} così definito è il nucleo di {\displaystyle L_{A}}. In modo equivalente:
{\displaystyle \ker A:=\{v\in K^{n}:Av=0\}.}
Il nucleo di {\displaystyle A} è un sottospazio vettoriale di  {\displaystyle K^{n}}, la cui dimensione è chiamata la nullità di {\displaystyle A}. 

## Proprietà

### Gruppi
Il nucleo di un omomorfismo di gruppi {\displaystyle f\colon G\to H} è un sottogruppo normale. Il gruppo quoziente:
{\displaystyle G/_{\ker f}}
è quindi ben definito. Per il primo teorema di isomorfismo, questo gruppo è naturalmente isomorfo all'immagine di {\displaystyle f}.
D'altra parte, ogni sottogruppo normale {\displaystyle N} di un gruppo {\displaystyle G} è nucleo di una applicazione lineare. L'applicazione è la proiezione sul sottogruppo quoziente:
{\displaystyle \pi \colon G\to G/N.}

### Iniettività
Sia  {\displaystyle f}  un endomorfismo fra spazi vettoriali. La funzione {\displaystyle f} è iniettiva se e solo se il suo nucleo è costituito soltanto dall'elemento neutro. L'ipotesi di linearità per {\displaystyle f} è essenziale: poiché {\displaystyle f(0)=0}, l'iniettività di {\displaystyle f} implica che il nucleo consiste del solo elemento neutro 0. L'implicazione opposta è però meno immediata. Si supponga per ipotesi che il nucleo di {\displaystyle f} consista del solo elemento neutro 0, allora se:
{\displaystyle f(v)=f(w)}
per la linearità si ha:
{\displaystyle f(v)-f(w)=f(v-w)=0}
e quindi {\displaystyle v-w=0} per ipotesi. In altre parole {\displaystyle v=w}, e la funzione è effettivamente iniettiva.

### Teorema del rango
Sia {\displaystyle f} un'applicazione fra spazi vettoriali {\displaystyle f\colon V\to W}. Le dimensioni del nucleo e dell'immagine di {\displaystyle f} sono collegate tramite la seguente uguaglianza:
{\displaystyle \dim V=\dim \ker f+\dim \operatorname {im} f.}
La nullità di una matrice {\displaystyle A} può essere calcolata facendo uso del teorema del rango. In questo contesto la formula si traduce nel modo seguente:
{\displaystyle n=\operatorname {null} (A)+\operatorname {rk} (A).}
Nell'equazione, {\displaystyle n} è il numero di colonne di {\displaystyle A}, {\displaystyle \operatorname {null} (A)} è l'indice di nullità e {\displaystyle \operatorname {rk} (A)} è il rango di {\displaystyle A}. Il calcolo della nullità si riduce quindi al calcolo del rango, per il quale esistono vari algoritmi. I metodi più noti fanno uso del determinante o dell'algoritmo di Gauss.

## Teoria degli insiemi
Nell'ambito più generale di teoria degli insiemi, il nucleo di una funzione dall'insieme {\displaystyle X} all'insieme {\displaystyle Y} è definito alternativamente come la relazione d'equivalenza che lega gli elementi caratterizzati dalla stessa immagine o come la partizione che tale relazione genera in {\displaystyle X}.
Nei due casi, viene dunque definito simbolicamente da:
{\displaystyle \ker f:=\{(x,x')\in X\times X:f(x)=f(x')\}}
e da:
{\displaystyle \ker f:=\{\{w\in X:f(x)=f(w)\},x\in X\}.}
L'insieme quoziente {\displaystyle X/\ker(f)}, detto anche coimmagine di {\displaystyle f}, è naturalmente isomorfo all'immagine di {\displaystyle f}. La funzione risulta iniettiva se e solo se tale nucleo è la "diagonale" in {\displaystyle X\times X}. Immergendosi in morfismi tra strutture algebriche, la definizione risulta coerente con quella data sopra.

## Esempi
Data la matrice:
{\displaystyle A={\begin{bmatrix}\sin(x)&-\cos(x)&0\\0&0&1\\\end{bmatrix}}}
dove {\displaystyle x} è un qualsiasi numero reale, il nucleo dell'applicazione lineare associata ad {\displaystyle A} è l'insieme di vettori del tipo:
{\displaystyle \ker A={\big \{}{\begin{bmatrix}\lambda \cos(x)&\lambda \sin(x)&0\\\end{bmatrix}}\ |\ \lambda \in \mathbb {R} {\big \}}}
come si vede facendo il prodotto matriciale tra {\displaystyle A} e il vettore colonna {\displaystyle v_{\lambda }=(\lambda \cos(x),\lambda \sin(x),0)^{T}}.